# Ramazan Özcan (Fußballspieler, 1997)
Ramazan Özcan (* 11. Januar 1997 in Istanbul) ist ein türkischer Fußballspieler.

## Karriere
Özcan kam im Istanbuler Stadtteil Bakırköy auf die Welt und begann mit dem Vereinsfußball in der Jugend von CFS Bağcılar SK. 2015 wechselte er in den Nachwuchs des Zweitligisten Samsunspor.
Zur Saison 2016/17 erhielt Özcan hier einen Profivertrag und wurde am Training der Profimannschaft Samsunspors beteiligt. Sein Profidebüt gab er am 21. August 2016 in der Ligabegegnung gegen Adana Demirspor.
Im Sommer 2017 wechselte er zum Viertligisten Darıca Gençlerbirliği.